# Heggar, Ankola
Heggar là một làng thuộc tehsil Ankola, huyện Uttar Kannad, bang Karnataka, Ấn Độ.